# Naturwissenschaftlicher Verein Wuppertal
Der Naturwissenschaftliche Verein Wuppertal e. V. (NVW) ist nach eigenen Angaben einer der ältesten naturwissenschaftlichen Vereine Deutschlands mit Sitz in Wuppertal. Der heute gemeinnützige Verein wurde am 9. April 1846 von Johann Carl Fuhlrott, dem Erstbeschreiber des Neandertalers, unter dem Namen Naturwissenschaftlicher Verein von Elberfeld und Barmen gegründet.

## Wirkungsbereich
Der Wirkungsbereich umfasst hauptsächlich das Rheinische Schiefergebirge unter besonderer Berücksichtigung des Bergischen Landes. Neben der Vermittlung naturkundlicher Grundlagenkenntnisse an die interessierte Bevölkerung ist der Verein in naturwissenschaftliche Forschungen im Wirkungsbereich tätig und hat dazu zahlreiche wissenschaftliche Publikationen, insbesondere in den Jahresberichten, veröffentlicht.
Der Verein ist in die Sektionen Botanik, Entomologie, Geographie, Geologie, Mikroskopie, Mykologie und Ornithologie gegliedert. Weiter gibt es die Jugendgruppe, die sich speziell an Kinder und Jugendliche wendet.
Bis zur Schließung des Fuhlrott-Museums hatte der Verein die Funktion eines Patronatsvereins.

## Persönlichkeiten

### Vorstand
Von 2001 bis 2013 war Wolf Stieglitz Vorsitzender des Vereins. Von 2013 bis 2019 leitete Antonia Dinnebier den Verein. Seit März 2019 ist Rainer Mönig Vorsitzender des Vereins.
Weitere Personen im Vorstand: Franz Gusinde, Michael Schmidt und Michael Schedel. Der bisherige Vorsitzende Wolf Stieglitz ist nun Geschäftsführer.

### Bekannte Mitglieder
Bekannte Vereinsmitglieder waren in der Vergangenheit neben dem schon erwähnten Johann Carl Fuhlrott unter anderem Hermann Weyland, Wolfgang Kolbe, Günter Weber, Martin Lücke, Siegfried Woike, Arthur Hirsch, Heinz Lehmann und Friedhelm Nippel.

### Ehrenmitglieder (Auswahl)
- 2005[3]
Lore Jackstädt (1924–2019)
- 2007[4]
Hartmund Wollweber (1925–2014)
- 2009[5]
Sefi Rettler †
Günter Weber †
Johannes Huhn